# Dendropsophus haddadi
Espèce
Synonymes
- Hyla haddadi Bastos & Pombal, 1996

Statut de conservation UICN

 LC  : Préoccupation mineure
Dendropsophus haddadi est une espèce d'amphibiens de la famille des Hylidae.

## Répartition
Cette espèce est endémique du Brésil. Elle se rencontre dans les États de l'Espírito Santo, de Bahia, d'Alagoas, du Sergipe et du Pernambouc.

## Étymologie
Cette espèce est nommée en l'honneur de Célio Fernando Baptista Haddad.

## Publication originale
- Bastos & Pombal, 1996 : A new species of Hyla (Anura: Hylidae) from eastern Brazil. Amphibia Reptilia, vol. 17, p. 325-331.